# Melanie Doane
Melanie Doane (Halifax (Nova Scotia)) is een Canadese rock- en pop-singer-songwriter, gitariste, actrice en muziekpedagoge.

## Biografie
Melanie Doane is de dochter van J. Chalmers Doane, een muziekpedagoog en lid van de Orde van Canada. Doane leerde veel instrumenten op jonge leeftijd, waaronder piano, basgitaar, mandoline, gitaar en viool. Na de middelbare school studeerde ze muziek aan de Dalhousie University met de bedoeling om muzieklerares te worden. Haar carrièrepad veranderde, nadat ze in 1986 een rol kreeg in Neptune Theatre's productie van Joseph and the Amazing Technicolor Dreamcoat. Ze kreeg regelmatig rollen in producties bij Neptune gedurende twee jaar, voordat ze in 1988 naar Toronto verhuisde. In de daaropvolgende jaren speelde Doane rollen in verschillende theaterproducties, waaronder Fire! en Buddy - The Buddy Holly Story op Broadway.
In 1993 bracht Doane de ep Harvest Train onafhankelijk uit. Sommige nummers trokken de aandacht van Sony Music Canada en ze werd door het label gecontracteerd. Ze nam haar debuutalbum Shakespearean Fish op in 1996. Hoewel het album geen hit was op de commerciële radio, werd het opgemerkt door platenproducent Rick Neigher in Los Angeles. Hij werkte samen met Doane aan het tweede album Adam's Rib (1998). Het titelnummer werd de eerste hit van het album in de Top 40, gevolgd door Waiting for the Tide, Goliath en Happy Homemaker. Ze toerde twee jaar lang ter ondersteuning van het album met Jann Arden, Great Big Sea, The Philosopher Kings en Lilith Fair.
In 1999 won Doane de Juno Award voor «New Artist of the Year». Na de tournee verliet ze Sony Music Canada. Door een samenwerking met Ted Dykstra en acteur Gary Sinise begon ze te werken aan een ander album met Neigher in Los Angeles. Ze beviel en werkte als sessiemuzikant. Ze schreef liedjes met SHeDAISY, speelde in de onafhankelijke film Black Swan en bracht het album Melvin Live' uit.
You Are What You Love werd uitgebracht door Actorboy Records en Warner Music Canada. De single Still Desire You bereikte de Top 5 op Canadese radiostations en de bijbehorende videoclip bereikte #1 bij MuchMoreMusic als de keuze van de kijker. Tijdens de promotie gaf ze het leven aan haar tweede kind.
In 2007 begon Doane te werken aan een album, dat geïnspireerd was door het moederschap. Aanvankelijk werd het een slaapliedje genoemd, maar de onafhankelijke publicatie A Thousand Nights had een veel bredere aantrekkingskracht, met covers van Fleetwood Mac, The Everly Brothers en Leonard Cohen met originelen van Doane en met gasten Jim Cuddy, Ron Sexsmith, Kathryn Rose, Emilie-Claire Barlow en Ted Dykstra. A Thousand Nights, uitgebracht in 2008, werd voorafgegaan door de hoofdsong Songbird met Cuddy, die een Top 5 hit werd in de iTunes country singles hitlijsten in Canada. Doanes Every Little Thing en Chopin Ballad kregen elk plaatsingen in de televisieshows Being Erica en Flashpoint. In 2007, 2008, 2010 en 2013 was zij de gekenmerkte entertainer op de Canadian Pacific Railway Holiday Train Tour. Elke toer bestond uit ongeveer 60 shows over een periode van drie weken in verschillende gemeenschappen in de Verenigde Staten en Canada.
Doane begon in 2009 met haar broer en drummer Creighton Doane te werken aan een nieuw studioalbum in zijn studio in Toronto. Tijdens het opnameproces werden vroege demo's van de nummers Back To LA, Make God Laugh, From Your Lips to God's Ears, Sweet on You en The Stupider I Am als gratis downloads weggegeven via Doane's officiële website. In de zomer van 2010 bereikte Sweet on You #1 op de East Coast Countdown, een populaire radioshow in Atlantisch Canada. In december 2010 werd The Emerald City aangekondigd met een publicatiedatum van 1 maart 2011.

### War Horse
Kort na de publicatie van The Emerald City in 2011, werd Doane gevraagd om auditie te doen voor de rol van Song Woman in Mirvishs Toronto productie van het veelgeprezen toneelstuk War Horse. Ze kreeg de rol aangeboden en begon met de repetities voor de productie in december 2011. Het toneelstuk opende in februari 2012 in het Princess of Wales Theatre met lovende kritieken en sloot uiteindelijk na een succesvolle uitvoering op 6 januari 2013. 

## Muziekpedagogie/Doane school
In 2009-2010 heeft Melanie zich vrijwillig aangemeld om les te geven aan een kleine groep studenten op de school van haar kinderen in Toronto met behulp van de ukelele onderwijsmethode, die haar vader J. Chalmers Doane in de jaren 1960 heeft ontwikkeld. Nu een geregistreerde liefdadigheidsinstelling, geeft de Doane Uschool (www.uschool.ca) wekelijks les aan meer dan 750 studenten op scholen in heel Toronto. Melanie geeft haar groepen een podium in de vorm van concerten, opnameprojecten en optredens in de PanAm Games, met Chris Hadfield in het International Space Station, het CBC Music Festival en het 2018 Luminato Festival.

## Prijzen en nominaties
- 1999: gewonnen voor beste nieuwe solokunstenaar - Juno Awards
- 1999: gewonnen voor Most Charted Rock Artist voor Adam's Rib - Canadese Radio Music Awards
- 1999: Genomineerd voor album van het jaar voor Adam's Rib - East Coast Music Awards
- 1999: Genomineerd voor Beste Pop/Rock Artist - East Coast Music Awards
- 1999: Genomineerd voor single van het jaar voor Adam's Rib - East Coast Music Awards
- 1999: Genomineerd voor SOCAN Songwriter of The Year voor Adam's Rib - East Coast Music Awards
- 1999: Genomineerd voor Beste Nieuwe Kunstenaar - East Coast Music Awards
- 2003: Gewonnen voor beste internationale actrice (voor Black Swan) - New York International Independent Film and Video Festival
- 2004: Genomineerd voor Entertainer of The Year - East Coast Music Awards
- 2004: Genomineerd voor Beste Pop Recording voor You Are What You Love - East Coast Music Awards
- 2004: Genomineerd voor Beste Vrouwelijke Kunstenaar - East Coast Music Awards

## Songplaatsingen
- Being Erica – Every Little Thing (3 afleveringen)
- Flashpoint – Chopin Ballad
- Brothers and Sisters – Good Gifts
- Buffy The Vampire Slayer – I Can't Take My Eyes Off You
- Dawson's Creek – Bionic
- Party of Five – Absolutely Happy, Waiting for the Tide
- That's Life – Way Past Blue, Still Desire You, You Are What You Love, Bionic, I Can't Take My Eyes Off You
- Baywatch Hawaii – I Can't Take My Eyes Off You
- Resurrection Blvd – Absolutely Happy, Waiting for the Tide, I Can't Take My Eyes Off You, How You Cried, Good Gifts
- Prom Queen: The Marc Hall Story – You Are What You Love
- Santa Baby – Happy Together
- Servitude – How Can a Girl

## Discografie
- 1993: Harvest Train
- 1996: Shakespearean Fish
- 1998: Adam's Rib
- 2001: Melvin Live
- 2003: You Are What You Love
- 2008: A Thousand Nights
- 2011: The Emerald City